# Erik Nordgren
Herman Erik Nordgren (* 13. Februar 1913 in Sireköpinge, Malmöhus län; † 6. März 1992 in Västerhaninge, Stockholms län) war ein schwedischer Komponist und Orchesterleiter.

## Leben
Erik Nordgren studierte Violine, Dirigieren und Komponieren an der Königlichen Musikhochschule Stockholm. In den Jahren 1957–1967 war er Musikchef bei der schwedischen Filmgesellschaft Svensk Filmindustri. Von 1967 bis 1976 leitete er das Orchester des schwedischen Rundfunks. Er komponierte die Musik für mehrere Filme von Ingmar Bergman.

## Filmmusiken
- 1945: Brott och Straff
- 1947: Frau ohne Gesicht (Kvinna utan ansikte)
- 1948: Eva
- 1949: Durst (Törst)
- 1949: Kärleken segrar
- 1950: Menschenjagd (Sant händer inte här)
- 1951: Einen Sommer lang (Sommarlek)
- 1951: Frånskild
- 1952: Sehnsucht der Frauen (Kvinnors väntan)
- 1952: Trots
- 1953: Die Zeit mit Monika (Sommaren med Monika)
- 1953: Dansa min docka
- 1953: Glasberget
- 1953: I dimma dold
- 1954: Gabrielle
- 1955: Frauenträume (Kvinnodröm)
- 1955: Das Lächeln einer Sommernacht (Sommarnattens leende)
- 1955: Våld
- 1956: Ratataa
- 1956: Egen ingång
- 1957: Das siebente Siegel (Det sjunde inseglet)
- 1957: Wilde Erdbeeren (Smultronstället)
- 1958: Den store amatören
- 1958: Jazzgossen
- 1958: Bock i örtagård
- 1958: Das Gesicht (Ansiktet)
- 1959: Die Jungfrauenquelle (Jungfrukällan)
- 1960: På en bänk i en park
- 1960: Das Teufelsauge (Djävulens öga)
- 1961: Lustgarten (Lustgarden)
- 1961: Wie in einem Spiegel (Såsom i en spegel)
- 1961: Hällebäcks gård
- 1964: Ach, diese Frauen (För att inte tala om alla dessa kvinnor)
- 1966: Hier hast du dein Leben (Här har du ditt liv)
- 1967: Raus bist du (Ole dole doff)
- 1971: Emigranten (Utvandrarna)
- 1971: Das neue Land (Nybyggarna)